# By Your Side (chanson de Sade)
Pour les articles homonymes, voir By Your Side.
Singles de Sade
Cherish the Day
(1993) King of Sorrow
(2001)
By Your Side est une chanson du groupe anglais Sade, parue sur le cinquième album studio Lovers Rock (2000). Elle est sortie le 3 octobre 2000 chez Epic Records en tant que premier single de l'album.
Elle est nommée en 2002 au Grammy Award de la meilleure chanteuse pop finalement attribué à Nelly Furtado pour sa chanson I'm Like a Bird. La même année, la chanson se retrouve à la 48e place du classement des plus grandes chansons d'amour de la chaîne musicale VH1.

## Clip vidéo
Le clip vidéo de la chanson a été tourné à Los Angeles et réalisé par Sophie Muller sous la forme d'une métaphore de la vie de Sade Adu. Dans le clip, cette dernière interprète un personnage mystique qui déambule à travers la forêt, ramassant des objets tels qu'une rose ou un bâton de bois brûlé qu'elle place dans un petit sac. À la fin du clip, elle découvre une ville et on l'aperçoit alors au milieu d'une route, tendant la rose aux automobilistes indifférents.
Cet étrange voyage symbolise la vie de Sade Adu sous la forme d'un rêve à la fois beau et mystérieux. L'idée est venue alors que Sade préparait l'album. Sur la route du studio en compagnie de Sophie Muller, elle aperçut des vendeurs de fleurs au milieu de la route. Sophie pensa alors : « C'était si triste d'être constamment rejeté par ces voitures. Cela dit, ce n'est pas un travail si désagréable quand on peut voir de si belles fleurs à longueur de journée. » C'est ainsi que vient l'idée d'une personne venue de loin et qui offre simplement une fleur à un inconnu. À l'époque, cela faisait huit ans que le groupe n'avait pas sorti d'album. Lorsqu'on la voit en vendeuse de fleurs à la fin du clip, c'est comme si elle offrait le dernier album du groupe, Lovers Rock, au monde entier.
En ce qui concerne la direction d'acteur, Sophie Muller dit : « elle (Sade Adu) n'avait rien fait depuis huit ans - pas même une photo de groupe. Je pense que j'ai été très protectrice : je ne voulais pas la forcer à faire quelque chose d'extrêmement difficile, je voulais plutôt la rassurer. »
Le clip contient des couleurs vives et saturées, tirant son inspiration de films chinois et indiens et de maîtres japonais. En particulier, la couleur vert pâle est influencée par l'imagerie indienne sur-saturée. Cela permet à la réalisatrice de différencier chaque séquence, tout en donnant l'impression d'une réalité idéalisée. Ainsi, la forêt ressemble à n'importe quelle forêt, mais avec une atmosphère plus pacifique. Le seul effet visuel est le champ à travers lequel marche Sade, et un écran vert est utilisé lorsqu'elle se dirige vers la ville.
En 2014, un autre clip est réalisé par Tsuneo Goda sous forme de dessin animé pour venir en aide aux enfants victimes de l'accident nucléaire de Fukushima survenu trois ans plus tôt.

## Classements et certifications
| Classement (2000–01)            | Meilleure position |
| ------------------------------- | ------------------ |
| Allemagne (GfK Entertainment)   | 67                 |
| Belgique (Flandre Ultratip 100) | 5                  |
| Belgique (Wallonie Ultratip 50) | 6                  |
| Canada (Nielsen SoundScan)      | 31                 |
| Écosse (OCC)                    | 23                 |
| Espagne (PROMUSICAE)            | 2                  |
| Europe (Eurochart Hot 100)      | 41                 |
| États-Unis (Hot 100)            | 75                 |
| États-Unis (Adult Contemporary) | 18                 |
| États-Unis (Adult Pop Songs)    | 35                 |
| États-Unis (Dance Club Songs)   | 2                  |
| États-Unis (R&B/Hip-Hop Songs)  | 41                 |
| Irlande (Irish Singles Chart)   | 29                 |
| Italie (FIMI)                   | 10                 |
| Pays-Bas (Nederlandse Top 40)   | 66                 |
| Portugal (AFP)                  | 8                  |
| Royaume-Uni (UK Singles Chart)  | 17                 |
| Royaume-Uni (UK R&B Chart)      | 4                  |
| Suède (Sverigetopplistan)       | 29                 |
| Suisse (Schweizer Hitparade)    | 61                 |

| Classement (2001)                | Position |
| -------------------------------- | -------- |
| Canada (Nielsen SoundScan)       | 86       |
| États-Unis (Dance Club Songs)    | 15       |
| États-Unis (Dance Singles Sales) | 9        |

### Certifications
| Région                                   | Certification | Ventes/Streams |
| ---------------------------------------- | ------------- | -------------- |
| Royaume-Uni (BPI)                        | Argent        | 200 000‡       |
| ‡ventes/streaming selon la certification |               |                |

## Reprises notables
Elle est reprise par le groupe de country alternative Beachwood Sparks dans leur album Once We Were Trees (2001).
La chanson est également reprise par le groupe de rock anglais The 1975, sortie le 21 février 2017 en tant que single caritatif destiné à collecter des fonds pour l'organisation caritative War Child.